# Carrier Command: Gaea Mission
Carrier Command: Gaea Mission (CCGM, рус. Команда авианосца: Миссия Геи) — современный ремейк игры Carrier Command 1988 года. Разработана и издана Bohemia Interactive Studio. Выпущена 28 сентября 2012 года на PC и Xbox 360.

## Геймплей
Carrier Command — это стратегическая игра в реальном времени, в которой главной задачей является завоевание и контроль островов на планете Таурус. Всего на планете 33 таких острова.
Основной единицей игрока является авианосец, с которого он может развернуть до четырех авиационных единиц и четырех машин-амфибий. Существуют и другие оборонительные и наступательные системы, такие как беспилотные летательные аппараты, которые защищают авианосец при нападении.
Сражения происходят в воздухе, на суше и в море. Игрок может взять под контроль любое развернутое транспортное средство в любое время.
Путешествие между островами происходит в режиме реального времени. Острова состоят из 6 отдельных климатических зон, включая пустынные, арктические, болотистые, вулканические, горные и умеренные зоны. В игре присутствуют изменения в погоде в реальном времени и циклы «день/ночь».
Острова после захвата можно оборонять, добывать на них ресурсы или производить различную продукцию.

## Сюжет
История происходит на планете Таурус, которая является основным полем битвы в войне за ресурсы между двумя фракциями: Объединенной земной коалицией (ОЗК), и Азиатско-Тихоокеанским Союзом (АТС), последний получил контроль над Землёй во время войны незадолго до начала игры. Игрок управляет лейтенантом ОЗК Майриком. Майрик командует отрядом, целью которого является получить контроль над 33 островами планеты Таурус, которые очень богаты ресурсами.

## Разработка
Игра находилась в разработке с 2008 года. Первоначально игра была проектом компании Black Element Software, которая позже была приобретена Bohemia Interactive и разработка продолжилась под её руководством.
Сценарий игры основан на книжной трилогии Gaea, которую написал Дэвид Лагетти, и в первую очередь её неизданной второй книгой «Gaea: Sonrise» и продолжением данной книги «Gaea: Beyond the Son». Перед игрой была запланирована экранизация первой книги трилогии, и был выпущен трейлер фильма.

## Отзывы и критика
| Сводный рейтинг       | Сводный рейтинг           |
| Агрегатор             | Оценка                    |
| --------------------- | ------------------------- |
| GameRankings          | ПК: 60,80 % X360: 48,50 % |
| Metacritic            | 60/100                    |
| Иноязычные издания    |                           |
| Издание               | Оценка                    |
| NZGamer.com           | 74 %                      |
| Forbes                | 70 %                      |
| Strategy Informer     | 55 %                      |
| Impulse Gamer         | 45 %                      |
| Русскоязычные издания |                           |
| Издание               | Оценка                    |
| «Игромания»           | 7,0/10                    |
| «Канобу»              | 6,0/10                    |

Игра получила смешанные отзывы. Рейтинг игры на Metacritic в 2013 году был 60 из 100 на основе 23 рецензий.
Положительный отзыв от Games.cz подверг критике неиспользованный потенциал и разочарование, вызванное ужасным ИИ. Обзор, с другой стороны, похвалил саундтрек и геймплей игры.
Игромания поставила игре 7 баллов из 10, отмечая хорошую графику и геймплей, но ругая при этом сюжет.
Игра заняла третье место в конкурсе Booom среди лучших видеоигр, разработанных в Чехии в 2013 году.